# Brantley
Brantley es un pueblo perteneciente al Condado de Crenshaw, Alabama, Estados Unidos. La población, según el censo del año 2000 es de 920 habitantes. 

## Geografía
Brantley está situado en las coordenadas 31°35'4" Norte, 86°15'24" Oeste (31.584365, -86.256651).
De acuerdo con la Oficina del Censo de los Estados Unidos, la ciudad tiene un área total de 8,2 km², siendo la totalidad de ellos de tierra.

## Demografía
Según el censo de población del año 2000, en Brantley había 920 habitantes, 406 viviendas y 261 familias residían en la ciudad. La densidad de población era de 112.4/km². Atendiendo a las diferentes razas, el 59,35% eran de raza blanca, el 40,22% de raza negra, el 0,43% eran nativos americanos y el 0,11%, latinos o de otras razas.

## Personajes célebres
- Chuck Person, exjugador de la NBA
- Wesley Person, exjugador de la NBA